# Duran (Nuevo México)
Duran o Durán en castellano, es un lugar designado por el censo ubicado en el condado de Torrance en el estado estadounidense de Nuevo México. En el Censo de 2010 tenía una población de 35 habitantes y una densidad poblacional de 2,88 personas por km².

## Toponimia
El pueblo toma su nombre del apellido de los hermanos Blas y Espiridón Durán, propietarios de los pozos Moreno en Nuevo México. Durán es un apellido patronímico de origen español que proviene del occitano Durandus que significa "que ha de durar".

## Geografía
Duran se encuentra ubicado en las coordenadas 34°27′49″N 105°22′51″O / 34.46361, -105.38083. Según la Oficina del Censo de los Estados Unidos, Duran tiene una superficie total de 12.15 km², de la cual 12.15 km² corresponden a tierra firme y (0%) 0 km² es agua.

## Demografía
Según el censo de 2010, había 35 personas residiendo en Duran. La densidad de población era de 2,88 hab./km². De los 35 habitantes, Duran estaba compuesto por el 88.57% blancos, el 0% eran afroamericanos, el 0% eran amerindios, el 0% eran asiáticos, el 0% eran isleños del Pacífico, el 0% eran de otras razas y el 11.43% pertenecían a dos o más razas. Del total de la población el 42.86% eran hispanos o latinos de cualquier raza.